# Monte Carlo Masters 2002
Il Monte Carlo Masters 2002  è stato un torneo di tennis giocato sulla terra rossa. È stata la 95ª edizione del Monte Carlo Masters, che faceva parte della categoria ATP Masters Series nell'ambito dell'ATP Tour 2002. Si è giocato al Monte Carlo Country Club di Roquebrune-Cap-Martin in Francia vicino a Monte Carlo, dal 15 al 22 aprile 2002.

## Campioni

### Singolare
Juan Carlos Ferrero ha battuto in finale  Carlos Moyá con il punteggio di 7–5, 6–3, 6–4.

### Doppio
Jonas Björkman /  Todd Woodbridge hanno battuto in finale  Paul Haarhuis /  Evgenij Kafel'nikov con il punteggio di 6–3, 3–6, [10–7].